# バラクーダ (SS-163)
|          |                                                                            |
| 艦歴     |                                                                            |
| 発注:    |                                                                            |
| 起工:    |                                                                            |
| 進水:    | 1924年7月17日                                                              |
| 就役:    | 1924年10月1日                                                              |
| 退役:    | 1945年3月3日                                                               |
| 除籍:    | 1945年11月16日                                                             |
| その後:  | 1945年11月16日にスクラップとして売却                                       |
| 性能諸元 |                                                                            |
| 排水量:  | 水上 2,000トン 水中 2,620トン                                              |
| 全長:    | 326 ft (99.4m) 水線長 341ft 6in (104m) 全長                                |
| 全幅:    | 27 ft 7 in (8.4 m)                                                         |
| 吃水:    | 15 ft 11 in (4.9 m)                                                        |
| 機関:    | ブッシュ＝スルザー6気筒ディーゼルエンジン4基 エリオット・モーター発電機2基 |
| 最大速:  | 18.7 ノット (35 km/h)                                                      |
| 兵員:    | 士官、兵員80名                                                             |
| 兵装:    | 51口径5インチ砲1門 21インチ魚雷発射管6門 機銃2基                           |

バラクーダ (USS Barracuda, SF-4/SS-163) は、アメリカ海軍の潜水艦。バラクーダ級潜水艦の一隻であり、Vボートの一つ。艦名はカマス科の総称に因んで命名された。当初の艦名は V-1 であった。

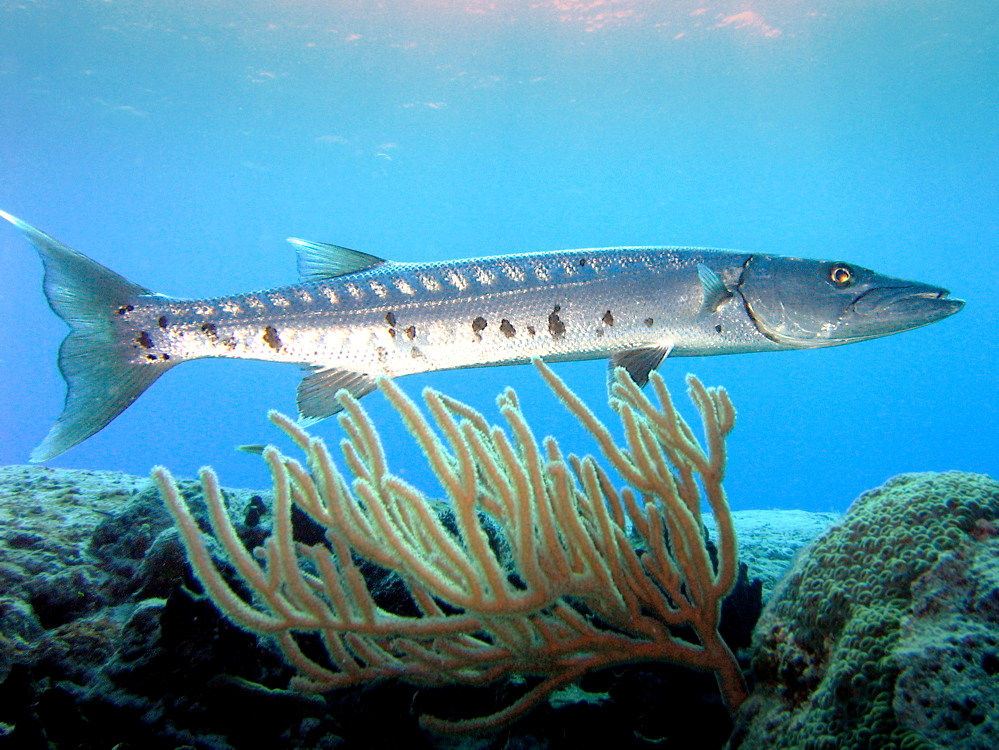
オニカマス（Great barracuda）

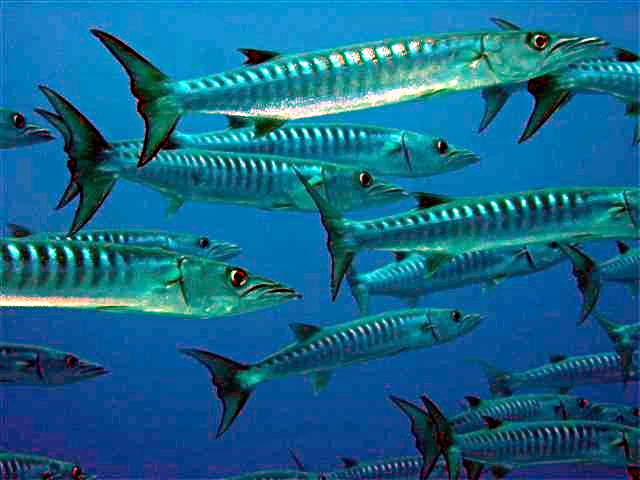
オオカマス（Sawtooth barracuda）

## 艦歴
V-1はメイン州キタリーのポーツマス海軍造船所で起工した。1924年7月17日にコーネリア・ウォルコット・スナイダー夫人によって命名、進水し、1924年10月1日に艦長S・ピッキング少佐の指揮下就役する。
V-1は浮上航行のために就役し、初期の機関公試を行った。第20潜水艦隊に配属されニューイングランド沿いに巡航した後、1925年1月14日にカリブ海で浮上航行し、1925年5月に帰還する。V-1は1927年11月まで大西洋岸沿いおよびカリブ海で巡航した。
1927年11月8日に第20潜水艦隊はニューハンプシャー州ポーツマスを出航しカリフォルニア州サンディエゴに向かい、12月3日に到着した。1927年12月から1932年5月までV-1は西海岸沿い、ハワイ水域、カリブ海で艦隊と共に定期的な作戦活動に従事した。1931年3月9日にV-1はバラクーダと改名され、7月1日に SS-163 へ艦種変更された。1932年5月にバラクーダは第15潜水艦隊に配属されメア・アイランド海軍造船所入りする。1933年1月、バラクーダは第12潜水艦隊に配属される。1936年後半まで西海岸沿い及び真珠湾、パナマ運河地帯で活動し、1936年10月28日にサンディエゴを出航、カリブ海へ向かい比重計の調査実験を行う。1937年1月8日にセント・トーマス島を出航し、1月14日にペンシルベニア州フィラデルフィアに到着、5月14日に予備役となった。

### 再就役
バラクーダは1940年9月5日にニューハンプシャー州ポーツマスで再就役し、第9潜水艦隊に配属される。1941年3月2日にポーツマスを出航しバーミューダへ向かい、6月に帰還、第71潜水艦隊に合流する。バラクーダはコネチカット州ニューロンドンからニューイングランド水域で活動し、1941年11月17日に太平洋艦隊に加わる。太平洋海域で哨戒任務に当たり、1941年12月15日に再び大西洋艦隊に配属、1941年12月15日から1942年9月7日まで第31潜水艦隊で太平洋、パナマ南西において6度の哨戒を行ったが敵との遭遇はなかった。
バラクーダは1942年9月7日にパナマ運河地帯のココ・ソロに帰還し修理を受け、その後フィラデルフィアでオーバーホールに入る。オーバーホール後はニューロンドンを拠点として1945年2月まで第13及び第31潜水艦隊で活動する。バラクーダは駆逐艦や他の潜水艦、航空機と共に艦隊訓練をブロックアイランド・サウンドで行った。バラクーダは1945年2月16日にフィラデルフィア海軍工廠に到着し1945年3月3日に退役、1945年11月16日にノース・アメリカン・スメルティング社に売却され、スクラップとして処分された。